# R. Walther Darré
Richard Walther Darré, født Ricardo Walther Oscar Darré, (14. juli 1895 i Buenos Aires – 5. september 1953) var tysk nationalsocialistisk politiker. Han var SS-Obergruppenführer og en af de ledende nazister indenfor racemæssige og territorielle spørgsmål i det nazistiske Tyskland. Darré var tysk landbrugsminister (Reichsminister für Ernährung und Landwirtschaft) i perioden fra 1933 til 1942.